# Patrick Klugman
Pour les articles homonymes, voir Klugman.
Patrick Klugman, né le 11 juillet 1977 à Neuilly-sur-Seine, est un avocat au barreau de Paris et un homme politique français. Ancien président de l'Union des étudiants juifs de France (UEJF), il est un militant antiraciste.

## Biographie

### Famille
Ses grands parents Henri, Henriette Klugman, Fanny et Bernard Frydman sont rescapés de la Shoah,.

### Formation
Patrick Klugman a effectué ses études de droit à l'université Paris-II (Panthéon-Assas) et à l'université Paris-Dauphine où il a effectué un troisième cycle sous la direction de Marie-Anne Frison-Roche.

### Carrière
Il prête serment en 2004. En mars 2007, il s'installe à son compte dans les locaux de l'avocat Francis Szpiner avec qui il interviendra notamment durant les secondes assises de l'affaire Sohane Benziane.
Il est intervenu dans des affaires pénales ayant eu un écho médiatique, telle celle visant le député socialiste Julien Dray. Il a été l'un des conseils de Jamel Leulmi condamné à 30 ans de prison dans une affaire criminelle ,. Il a également représenté en France la famille de Guilad Shalit, otage franco-israélien libéré le 18 octobre 2011 après plus de cinq ans de captivité aux mains du Hamas.
Il a été l'avocat de l'écrivain Yann Moix, de Georges-Marc Benamou, du Père Patrick Desbois, de l'acteur Omar Sy, du président guinéen Obiang Nguema dans l'affaire des biens mal acquis, du designer Ora-ïto, de l'essayiste Caroline Fourest, de l'écrivain Bernard-Henri Lévy, des Femen, et de Booba.
En 2005, il prend fait et cause pour l'oligarque russe emprisonné Mikhaïl Khodorkovski.
Il a été également l'avocat de l'association SOS Racisme dans le cadre de plusieurs affaires.
Il est le conseil de l'ancien PDG du géant pétrolier français Elf, Loïk Le Floch-Prigent, inculpé d'escroquerie au Togo et consigné entre septembre 2012 et février 2013, dans les cellules de la gendarmerie de Lomé.
En 2013, il défend le grand-rabbin Gilles Bernheim, accusé de plagiat.
En 2015, il défend la société Eleven condamnée par le tribunal correctionnel de Paris pour discrimination à l'embauche.
Il a été l’avocat en France de Arcadi Gaydamak, protagoniste au cœur de l’affaire dite de l’Angolagate.
En 2017, on le retrouve comme l’un des principaux avocats des parties civiles dans l’affaire Merah, qui juge Abdelkader Merah et Fetah Malki pour la complicité des assassinats perpétrés par Mohammed Merah.
En juillet 2019, Patrick Klugman porte au Conseil de Paris la parole de l'exécutif pour décerner la médaille de la Ville de Paris aux capitaines Pia Klemp et Carola Rackete poursuivis en Italie pour aide à l'immigration clandestine. Il indique dans un communiqué relatif à l'évènement que la ville versera aussi 100 000 euros à l'association SOS Méditerranée « pour une nouvelle campagne de sauvetage en mer des migrants ».
En 2020, il dépose plainte en diffamation, au nom de deux individus, contre les associations Global Witness et la Plateforme de protection des lanceurs d'alerte en Afrique. Cette plainte est dénoncée comme une Poursuite stratégique contre la mobilisation publique par une quarantaine d'ONG en France et ailleurs.
Patrick Klugman est associé au sein du cabinet parisien GKA où il exerce en binôme avec Ivan Terel.

### Politique
Proche de Bertrand Delanoë, dont il a voté la motion au congrès de Reims, Patrick Klugman a été élu Conseiller de Paris dans le 17e arrondissement aux élections de mars 2008. Il figurait en seconde position au titre des personnalités dites « d'ouverture » sur la liste municipale du PS conduite dans cet arrondissement par la députée Annick Lepetit. Depuis lors, il a adhéré au PS et est vice-président du Groupe Socialiste, Radical de Gauche et apparentés au Conseil de Paris. Au Conseil de Paris, il intervient fréquemment sur les questions liées aux libertés publiques et aux relations internationales. Il siège dans la 9e commission (culture et relations internationales). Patrick Klugman est un soutien de François Hollande pour l'élection présidentielle de 2012 et les primaires citoyennes qui l'ont précédée.
Soutien d'Anne Hidalgo à la mairie de Paris lors des élections municipales de 2014 à Paris, il est nommé après son élection, le 5 avril, adjoint aux relations internationales et à la francophonie.

## Activités médiatiques et prises de position

### Militant antiraciste
Patrick Klugman a été vice-président de SOS Racisme. Il s'est notamment illustré par des prises de positions marquées contre les quotas et les statistiques ethniques et pour le renforcement de la laïcité.
Il a activement participé à la campagne contre l'introduction des tests ADN pour les candidats à l'immigration au titre du regroupement familial. Il a été en 2003-2004, représentant en France de l'initiative de Genève, proposant une alternative de paix entre Israéliens et Palestiniens.
Auparavant, Patrick Klugman s'était fait connaître durant son mandat président de l'UEJF (2001-2003) pendant lequel il a activement concouru à la reconnaissance de la résurgence de l'antisémitisme en France[réf. nécessaire]. Il s'était illustré par des positions à la fois républicaines (« fils d'Abraham et de Marianne ») et iconoclastes (« Je suis sioniste et propalestinien »). Patrick Klugman est également membre coopté du Comité Directeur du Conseil représentatif des institutions juives de France.
En tant que Président de l'UEJF, il a participé à l'écriture de deux ouvrages : Les Antifeujs, le livre blanc des violences antisémites en France et Le Sionisme expliqué à nos potes.
Il a pris position dans l'affaire du gang des barbares pour l'ouverture du huis clos afin que l'affaire soit jugée avec une publicité plus étendue.

### Invité régulier des médias
Entre 2004 et 2008 (déprogrammation de l’émission), Patrick Klugman faisait partie des personnalités régulièrement invitées dans l’émission de débat N'ayons pas peur des mots animée par Samuel Étienne sur I-Télé. Depuis, il intervient de manière récurrente dans le débat du Grand direct de l’actualité animé tous les jours à 13 h 15 par Jean-Marc Morandini sur Europe 1.
Depuis le début de l'année 2010, Patrick Klugman, intervient toutes les semaines sur le site de la règle du Jeu, revue littéraire fondée et dirigée par Bernard-Henri Lévy à travers son blogue intitulé Plaidoyers. Il dispose également d’un billet hebdomadaire le vendredi matin à 8 h 20 sur la radio RCJ. En outre, il publie fréquemment des tribunes libres dans la presse quotidienne d'information.
Depuis septembre 2017, il fait partie des chroniqueurs réguliers de Marc-Olivier Fogiel dans On refait le monde sur RTL et intervient dans la matinale de Radio Classique.

### Controverses
Lors des élections présidentielle de 2002, Patrick Klugman accuse Jean-Marie Le Pen de plagier Hitler « En déclarant qu'il était socialement de gauche et nationalement de France, Jean-Marie Le Pen a repris les termes employés par Adolf Hitler en novembre 1932 dans son discours de clôture du congrès du Parti national-socialiste. Le Pen a fait son coming-out et a révélé ses convictions hitlériennes ».
Le jour même, le quotidien Libération dément l'information. Cette citation d'Hitler n'aurait jamais existé de même que ce congrès nazi du 29 novembre 1932.
Commentant le désistement de Patrick Klugman dans le cadre d'une procédure diligentée contre Edgar Morin, l'avocat et essayiste Gilles-William Goldnadel qualifiera Klugman de « courtisan obséquieux ».
Le 26 février 2006, Patrick Klugman fait expulser le député Philippe de Villiers d'une manifestation en hommage à Ilan Halimi. Ce comportement sera fermement condamné dans la communauté juive. Dans une lettre adressée à Philippe de Villiers, le président du Consistoire central, Jean Kahn, fait part de « sa condamnation du comportement de ceux qui vous ont si grossièrement éconduit ». L'avocat du Consistoire et du Grand Rabbinat de France, Jean Alex Buchinger, note qu'un « pareil comportement [...] est d'autant moins admissible qu'il prend pour cible un fils de résistant qui n'a jamais manqué de défendre nos valeurs judéo-chrétiennes ».

## Œuvres
- Les Antifeujs, le livre blanc des violences antisémites en France, Calmann-Lévy, Paris, 2002
- Le Sionisme expliqué à nos potes, La Martinière, Paris, 2003
- Le Livre noir de la garde à vue - parfait manuel du savoir-vivre en commissariat, Nova Press, Paris 2010

## Distinctions
- Chevalier de l'ordre national du Mérite le 2 mai 2017[21]